# Rue de Rivoli
La rue de Rivoli (calle de Rivoli) está situada en los distritos I y IV de París. Se extiende sobre cerca de 3 km, desde la calle de Sévigné hasta la plaza de la Concordia. Atraviesa la plaza de las Pirámides. Tiene soportales en su lado norte sobre una gran parte de su longitud.
La parte occidental de la calle (que corresponde más o menos a la parte de los arcos fue construida bajo el Primer Imperio Francés; la parte oriental fue añadida posteriormente, en el momento de los trabajos hausmanianos con el fin de conectarla a la calle Saint-Antoine y de crear así un gran eje este-oeste en el centro de París.
Su nombre recuerda el de una ciudad italiana, Rivoli Veronese, el asiento de una victoria lograda por Napoleón Bonaparte sobre Austria en 1797.

## Reseña histórica
La construcción de la calle de Rivoli (inicialmente calle Imperial) fue decidida en virtud de una orden del 9 de octubre de 1801 según el proyecto de los arquitectos Percier y Fontaine. Su construcción se hizo en varias etapas:
- la primera, de la Plaza de la Concordia a la calle del Louvre, se extendió desde 1806 a 1835.

### Calles que cruza
La calle de Rivoli encuentra las siguientes calles, en el orden de los números crecientes («i» indica que la calle se sitúa a la izquierda, «d» a la derecha):
- Calle Mahler (d)
- Calle Saint-Antoine (i)
- Calle Pavée (d)
- Calle Ferdinand Duval (d)
- Calle des Ecouffes
- Calle Cloche Perce
- Calle Vieille-du-Temple
- Place Baudoyer (i)
- Calle des Mauvais Garçons (d)
- Calle de Moussy
- Calle des Archives (d)
- Calle de Lobau (i)
- Calle du Temple (d)
- Plaza de l'Hôtel de Ville (i)
- Calle du Renard
- Calle de la Coutellerie (i)
- Calle Saint-Bon (d)
- Calle de la Tâcherie
- Calle Saint-Martin
- Calle Nicolas Flanel (d)
- Square de la Tour Saint-Jacques
- Boulevard de Sébastopol
- Calle Saint-Denis
- Calle des Halles (d)
- Calle Sainte-Opportune
- Calle des Déchargeurs (d)
- Calle Bertin Poirée
- Calle du Pont-Neuf
- Calle du Roule (d)
- Calle de la Monnaie (i)
- Calle de l'Arbre Sec
- Calle Perrault (i)
- Calle Jean Tison (d)
- Calle du Louvre (d)
- Calle de l'Amiral de Coligny (i)
- Calle de l'Oratoire (d)
- Calle de Marengo (d)
- Plaza du Palais-Royal (d)
- Calle de Rohan (d)
- Plaza del Carrusel (i)
- Calle de l'échelle (d)
- Place des Pyramides
- Calle des Pyramides (d)
- Avenue du Général Lemonnier (i)
- Calle Saint-Roch (d)
- Calle du 29 Juillet (d)
- Calle d'Alger (d)
- Calle Castiglione (d)
- Calle Rouget de Lisle (d)
- Calle Cambon (d)
- Calle de Mondovi (d)
- Calle de Saint-Florentin (d)
- Plaza de la Concordia

## Monumentos
- La Tour Saint-Jacques de la Boucherie
- El Palacio del Louvre y el Palacio de las Tullerías